# Auburn (Massachusetts)
Auburn – miasto w Stanach Zjednoczonych, w stanie Massachusetts, w hrabstwie Jefferson.